# طرح‌ریزی واحدهای صنعتی
طرح ریزی واحدهای صنعتی یکی از درس‌های رشتهٔ دانشگاهی مهندسی صنایع است.
طرح ریزی واحدهای صنعتی چیست؟
طرح ریزی واحدهای صنعتی عبارت است از برنامه ریزی، طرح، بهبود وپیاده سازی سیستم‌های استقرار و حمل و نقل مواد، به نحوی که حداکثر کارایی حاصل شود.
منظور از طرح استقرار چیدمان منسجم و هماهنگ تجهیزات و ماشین آلات در یک واحد تولیدی است و منظور از سیستم‌های حمل و نقل، طراحی سیستمی است که بتواند با کمترین هزینه جریان مواد را در واحد تولیدی برقرار سازد و طراحی هر دو مورد ذکر شده باید به گونه‌ای باشد که حداکثر بهره‌برداری از ترکیب نیروی کار، مواد، تجهیزات و ماشین آلات حاصل گردد.

## انواع مسائل طراحی کارخانه (موارد کاربرد طرح ریزی)
۱- تغییر طرح محصول
۲- اضافه کردن و تولید محصول جدید
۳- بزرگتر کردن یا کوچکتر کردن دپارتمانها
۴- تغییر مکان یک بخش
۵- افزودن یک بخش جدید
۶- جایگزینی و تعویض دستگاه‌های قدیمی
۷- تغییر در روش تولید
۸- کاهش هزینه
۹- طراحی و احداث یک کارخانه جدید
مراحل طراحی استقرار:

## طراحی محصول
طراحی محصول باید به این سؤال پاسخ دهد که چه محصولی با چه ویژگی هایی می‌خواهیم تولید کنیم؟

## محصول
محصول خروجی یک سیستم است که می‌تواند به صورت کالا یا خدمات باشد.
هر محصول (کالا یا خدمت) دارای یک سری ویژگیها است که این ویژگیها شامل ویژگیهای عمومی و فنی است. اصولاً مشخصه‌های عمومی به مشخصه‌هایی گفته می‌شود که برای مصرف کننده اهمیت دارد و مشخصه‌های فنی برای مشتری اهمیت چندانی ندارد اما برای تولید کننده اهمیت زیادی دارد.

## طراحی ظرفیت
میزان خروجی یک سیستم را ظرفیت (تولید) آن سیستم می‌نامند.
ظرفیت اسمی: میزانی است که ما طراحی کرده‌ایم و آن را تعریف نموده‌ایم.
ظرفیت واقعی: میزانی است که در واقعیت و درعمل از سیستم گرفته می‌شود.
طراحی فرایند
فرایند: مکانیزم تبدیل ورودی‌ها به خروجی‌ها است.
در این مرحله باید به مشخص کنیم که چگونه می‌خواهیم تولید کنیم؟
فرایندها خود از نظر نوع خروجی، مشخصات عملیات، نوع استقرارو نوع منابع و غیره به انواع مختلفی تقسیم‌بندی می‌شوند.
انتخاب و محاسبه ماشین آلات مورد نیاز
بعد از طراحی فرایند نوبت مشخص کردن نوع و تعداد ماشین آلات مورد نیاز برای تولید است. انتخاب ماشین آلات نیز بر اساس معیارهایی صورت می‌گیرد که برخی از آنها عبارتند از: عمومی یا تخصصی بودن ماشین، یک منظوره یا چند منظوره بودن ماشین، میزان سرمایه‌گذاری، هزینه تعمیرات و نگهداری، تجهیزات جانبی و مواردی از این قبیل.
می‌توانیم واحدهای تولیدی را به چهار گروه بر اساس تعداد ماشین- تنوع تولید تقسیم‌بندی کنیم:
۱- یک نوع ماشین– یک نوع محصول
۲- چند نوع ماشین– یک نوع محصول
۳- یک نوع ماشین– چند نوع محصول
۴- چند نوع ماشین– چند نوع محصول

## نیروی انسانی مورد نیاز
با توجه به اینکه اپراتور خود بعنوان یک ماشین عمل می‌کند یا همراه یک ماشین کار می‌کند می‌توان نیروی انسانی مورد نیاز را تعیین کرد.

## محاسبه فضای مورد نیاز برای ماشین آلات
با استفاده از «روش تولید» این کار را انجام می‌دهیم
فضای لازم ماشین، فضای حرکت ماشین، فضای عملیاتی و فضای تعمیراتی ماشین را محاسبه نموده و حاصل جمع این اعداد فضای مورد نیاز یک ماشین را به ما می‌دهد.

## استقرار تسهیلات

### چهار نوع استقرار وجود دارد
۱- استقرار بر اساس محصول
۲- استقرار کارگاهی یا فرایندی
۳- استقرار تکنولوژی گروهی
۴- استقرار ایستا

## تعیین نوع استقرار
دو تکنیک برای انجام این کار وجود دارد:
1- P-Qتکنیک (تنوع – مقدار)
۲- تکنیک C-Q (هزینه – مقدار)

## طراحی جریان مواد

### جریان مواد
به مسیر گردش مواد از ابتدای ورود به کارخانه تا خروج از کارخانه را جریان مواد می‌گوییم.
از نظر فضاهای موجود در کارخانه فضاها به ۶ دسته تقسیم می‌شوند:
سطح زیر زمین، سطح همکف، سطح حرکت محصولات، سطح آزاد، سطح اسکلت فلزی و سطح پشت بام.

## الگوهای عمومی جریان مواد
مدل‌های افقی
مدل‌های عمودی
مدل‌های افقی مانند مدل خط مستقیم، مدل L شکل، مدل زیگزاگ، مدل U شکل، مدل دایره‌ای شکل و مدل ترکیبی.
طراحی استقرار:
با استفاده از الگوهای دستی یا کامپیوتری می‌توان یک طرح استقرار برای ایجاد یا بهبود یک واحد صنعتی به دست آورد.